# Прохладница лапландская
Прохладница лапландская (лат. Cryophila lapponica) — вид двукрылых из семейства Chaoboridae, выделяемый в монотипический род Cryophila.

## Внешнее строение
Черновато-коричневый комары, длиной тела 7,18—8,22 мм. Усики состоят из 13 члеников. На первом членике усиков имеется несколько сильных щетинок. Крылья желтоватые, около 5 мм. Голени передних ног с одной шпорой. На средних и задних голенях имеются две шпоры. Первый членик лапки равен длине второго.
Личинки жёлто-коричневые, полупрозрачные длиной около 10 мм. Голова сильно расширена. Сифон (дыхательная трубка) на конце брюшка рудиментарный. На груди имеется пара пузыревидных расширений и двух пары на шестом и восьмом сегментах брюшка. Куколка длиной около 5,2 мм.

## Образ жизни
Личинки встречаются в лесных лужах, болотах. Было показано, что личинки рода Cryophila не обладают избирательностью к пище и наряду с питанием личинками кровососущих комаров, охотно поедают представителей своего собственного вида. Личинки Cryophila могут поедаться также личинками Machlonyx и Chaoborus. В год развивается одно поколение. Зимует на стадии яйца.

## Распространение
Вид встречается в Швеции, Финляндии и на севере и средней полосе европейской части России.